# Murad Hajdaraŭ
Murad Zajrudzinavič Hajdaraŭ (in bielorusso Мурад Зайрудзінавіч Гайдараў?; 13 febbraio 1980) è un lottatore bielorusso, specializzato nella lotta libera.

## Palmarès

### Olimpiadi
- 1 medaglia:
  - 1 argento (Pechino 2008 nei 74 kg)

### Mondiali
- 1 medaglia:
  - 1 argento (New York 2003 nei 74 kg)

### Coppa del Mondo
- 1 medaglia:
  - 1 oro (Mosca 2010 nei 74 kg)

### Europei
- 6 medaglie:
  - 4 argenti (Baku 2002 nei 74 kg; Ankara 2004 nei 74 kg; Tampere 2008 nei 74 kg; Vantaa 2014 negli 86 kg)
  - 2 bronzi (Riga 2003 nei 74 kg; Vilnius 2009 nei 74 kg)